# Уладівська сільська рада (Літинський район)
Уладівська сільська рада — сільська рада у складі Літинського району Вінницької області. Адміністративний центр — село Уладівка.

## Населені пункти
Сільській раді підпорядковані населені пункти:
- с. Уладівка
- с. Іванопіль
- с. Майдан-Бобрик
- с. Пиківська Слобідка
- с-ще Матяшівка

## Склад ради
Рада складається з 14 депутатів та голови.
Голова — Крот Майя Петрівна.
Попередні голови:  Грогуль Микола Іванович, Лєдяєв Анатолій Іванович, Квятківська Наталія Василівна, Петрановський Віталій Стефанович, Гронський Станіслав Вячеславович, Бондар Володимир Васильович,